# オレーシャ・ニコラエワ
オレーシャ・ニコラエワ（ロシア語: Николаева Олеся Станиславовна、女性、1994年3月18日 -、ボール出身）は、ロシアのバレーボール選手である。ポジションはウィングスパイカー。所属はディナモ・クラスノダール。

## 来歴
ニコラエワはニージニー・ノブゴロド州の町ボールの体育館でバレーボールを始めた。2010年にカザンの強豪クラブディナモ・カザンにスカウトされ、同クラブのファームクラブであるディナモ・エコノミストでプレーした。　当時、ディナモ・エコノミストは一部リーグだったが、2011-2012年のシーズンからはディナモUORとしてU20ロシアリーグになった。
2012年に20歳以下ロシア代表に召集され、U20ヨーロッパ選手権に出場。2013年にはU20世界選手権に出場した。
2013年3月、ニコラエワはU20のロシアリーグで銀メダルを獲得し、最優秀アタッカーに選出される。　2013-2014年のシーズンにニコラエワはチームメート2人と共にマイナーリーグAのインパルス・スポルト（ボルガドンスク）にレンタル移籍。　2014年6月、沿ボルガ国立体育教育旅行アカデミーのチームとして第4回全ロシア夏季ユニバーシアードで銀メダルを獲得した。
2014-2015年のシーズンにニコラエワはディナモ・カザンのレギュラーメンバーとしてロシアスーパーリーグでプレーし、シーズンの終わりにロシア選手権で優勝。2015年夏季ユニバーシアードに出場し優勝した。
2015年の夏にはオミチカ・オムスクにレンタル移籍したが、2015-2016年のシーズン途中でディナモ・カザンに復帰する。　ディナモ・カザンの一員としてロシアカップで準優勝を果たした。
シーズン2016/17よりディナモ・クラスノダール
でプレー。

## 球歴

### クラブ
- 2013年　U20ロシア選手権準優勝
- 2015年　ロシア選手権優勝

### ロシア代表
- 2015年　夏季ユニバーシアード優勝

## 所属クラブ
- 2013-2014 インパルス・スポルト
- 2014-2015 ディナモ・カザン
- 2015-2015 オミチカ・オムスク
- 2016-現在 ディナモ・クラスノダール